# Michael Redwitz
Michael Redwitz (ur. 14 sierpnia 1900 w Bayreuth, zm. 29 maja 1946 w Landsberg am Lech) – zbrodniarz nazistowski, Schutzhaftlagerführer w niemieckich obozach koncentracyjnych Gusen, Ravensbrück i Dachau oraz SS-Hauptsturmführer.

## Życiorys
Z zawodu kupiec. 2 sierpnia 1925 wstąpił do NSDAP (nr legitymacji partyjnej 17607). Przed rozpoczęciem kariery obozowej służył w Wehrmachcie (1934–1938). W 1938 wstąpił do SS (nr identyfikacyjny 327349). W połowie grudnia 1938 został kierownikiem obozowej cenzury (Poststellenleiter) w Mauthausen i sprawował to stanowisko do 1940 Następnie w początkach lutego 1941 awansował na stanowisko Schutzhaftlagerführera w podobozie Gusen I. W początkach kwietnia 1942 Redwitz został Schutzhaftlagerführerem i adiutantem komendanta obozu w Ravensbrück. 20 listopada 1942 przeniesiono go na stanowisko pierwszego Schutzhaftlagerführera w Dachau i sprawował tę funkcję do połowy marca 1945. Następnie od marca 1944 do sierpnia 1944 pełnił służbę w Buchenwaldzie. Po zakończeniu służby obozowej walczył w oddziałach Waffen-SS (m.in. w korpusach pancernych) na froncie zachodnim.
Po wojnie zasiadł na ławie oskarżonych w procesie (US vs. Martin Gottfried Weiss i inni), który toczył się przed amerykańskim Trybunałem Wojskowym w Dachau. Redwitz został skazany na karę śmierci za kierowanie ponad czterdziestoma egzekucjami więźniów przez rozstrzelanie i powieszenie. Był także współodpowiedzialny za fatalne warunki panujące w obozie Dachau. Wyrok wykonano przez powieszenie 29 maja 1946 w więzieniu Landsberg.